# Пуля с полым наконечником

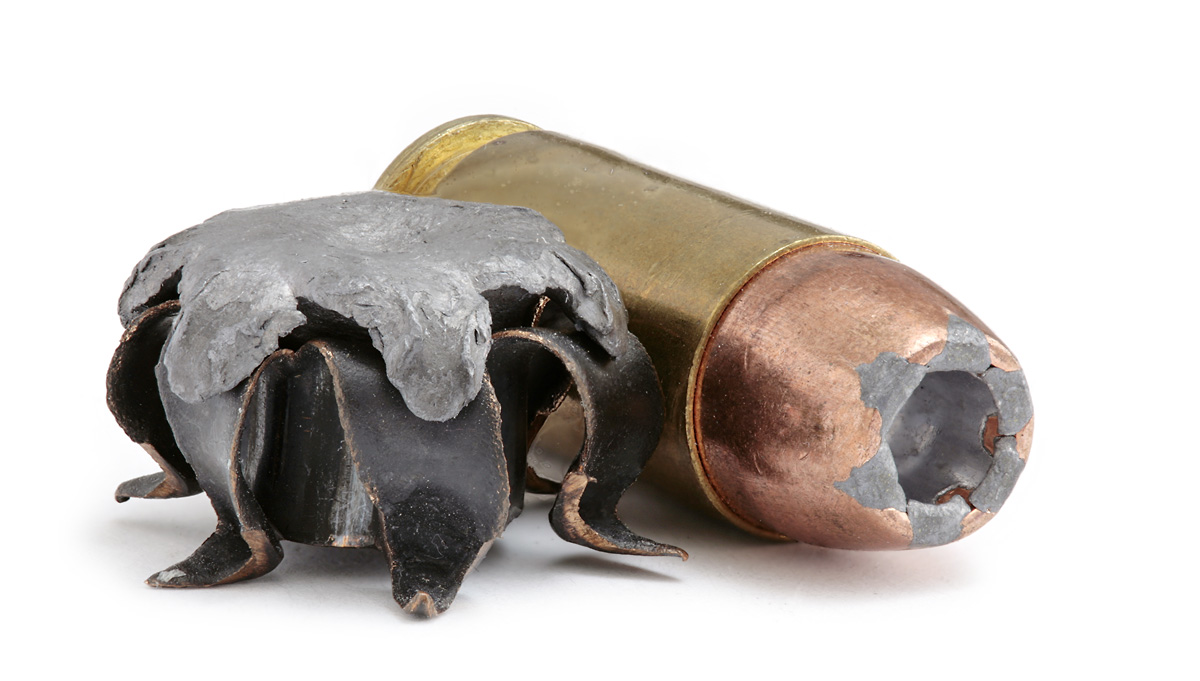
Стреляная экспансивная пуля .40 S&W (HP) на фоне патрона того же калибра.

Пуля с полым наконечником (англ Hollow-point, HP или JHP) — тип пуль, которые расширяются при попадании в цель. Широко применяются на охоте — так как минимизируют шанс оставления подранка.

## Описание

Устройство экспансивной пули .22 Long Rifle

Пули с полым наконечником имеют пустотелую головку в центре, где на глубине находится свинец.
Появились такие пули в начале 1890-х к патрону .303 British, который использовался в винтовках Lee-Metford и, позднее, Lee-Enfield. Их носок был лишён оболочки, — то есть они принадлежали к типу пуль, ныне называемых полуоболочечными, или soft point (SP). Позднее выяснилось, что при стрельбе такими пулями имеется риск срыва надрезанной оболочки со свинцового сердечника, поэтому появились револьверные пули .455 Mk. III Manstopper, а также пули к патрону .303 British Mk. III, IV и Mk. V, устроенные по иному принципу, в наши дни обозначаемому hollow point (HP), то есть с полостью в носовой части.

## Убойность
При попадании в цель такая пуля расширяется, увеличивая свой диаметр (относительно калибра) в 1,5-2 раза, например пуля калибра 9×19 мм Парабеллум может раскрыться до 13-14 мм, а пуля популярного патрона .45 ACP (11,43 мм) до 18 мм. При расширении пуля начинает намного быстрее тормозиться и передавать энергию окружающим тканям. Убойная сила такой пули по незащищенной цели может в 5-10 раз превосходить убойную силу обычной цельнометаллической пули (FMJ) за счёт, во-первых, большего диаметра раневого канала из-за расширения, а во-вторых, из-за намного большей переданной энергии окружающим тканям. В сравнении с другими экспансивными пулями, например (SP - soft point) где носик у пули свинцовый — пуля HP намного меньше склонна к деформации и забиванию канала ствола свинцом при выстреле, а значит более надёжна. Ещё достоинством пуль с полым наконечником является немного большее проникновение, чем у пуль soft point, однако пули soft point сильнее деформируются, чем пули с полым наконечником передавая чуть больше энергии сразу. На убойность пуль с полым наконечником влияют два основных фактора - скорость в момент попадания в цель и энергия самой пули, потому пули винтовок и ружей имеют значительно большую убойную силу, чем пули пистолетов и револьверов. Чем выше скорость при попадании, тем сильнее пуля может деформироваться, и тем больше и быстрее пуля сможет отдать цели энергию. Однако на больших дистанциях скорость таких пуль резко падает, отчего они перестают раскрываться, и начинают работать по принципу обычных оболочечных пуль, потому оптимальная дистанция применения обычных винтовочных и автоматных пуль hollow point (7,62 × 39 мм, 5,45 × 39 мм, 5,56 × 45 мм НАТО, 7,62 × 51 мм НАТО, 7,62 × 54 мм R) — не превышает 300-400 метров. Вероятность раскрытия для автоматных и винтовочных пуль находится в диапазоне 500 метров в сек, а у пистолетных около 250 метров в сек (за счёт большей полости в головной части).

## Применение

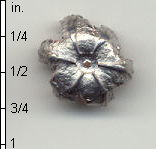
экспансивность 124-грановой пули патрона 9×19 мм Парабеллум jacketed hollow-point

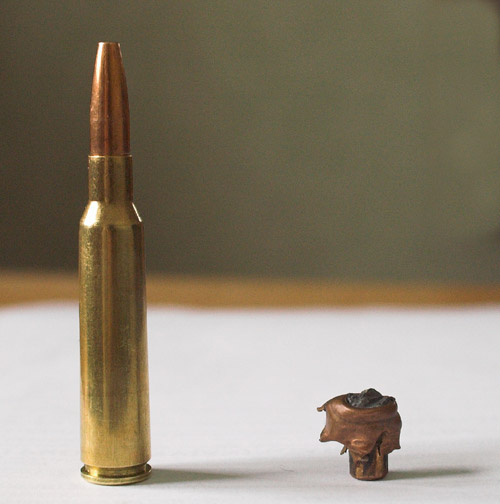
пуля патрона 6.5×55mm до и после выстрела

Широко применяются на охоте в ружьях, винтовках, карабинах и т.д. ввиду большого останавливающего действия и убойной силы по зверю, чтобы минимизировать шанс подранка. Как правило зверь пораженный такой пулей редко когда может уйти с места стрела, и как правило погибает на месте ранения, в отличие от оболочечной пули, что исключает возможность его потери. Также пуля hollow point если сразу и не убьет, то сильно шокирует зверя, что предотвращает шанс нападения на охотника разъяренным зверем. К недостаткам пуль с полым наконечником по сравнению с оболочечными пулями можно отнести высокий процент испорченного мяса, т.к. пуля при попадании превращает большую зону возле раневого канала в кровавый фарш, но этот недостаток можно отчасти нивелировать, грамотно подбирая патрон и его мощность под конкретную цель.
Широко применяется в правоохранительных органах в пистолетах различных калибров, где важно максимально быстро остановить преступника. Дело в том, что обычная оболочечная пуля из пистолета может сразу не остановить преступника, т.к. часто пробивает его навылет, отдавая мало энергии и унося её с собой, hollow point же развернется и нанесет большой ущерб преступнику, что заставит его на физическом уровне очень быстро прекратить правонарушения. Как правило такие пострадавшие выживают, т.к. быстро попадают в больницу, с квалифицированной мед.помощью, и что пуля hollow point пистолетная все же намного слабее, чем пули hollow point из ружей и винтовок.
Иногда применяются в вооруженных конфликтах в армиях, хотя официально запрещены Женевской конвенцией для армии. Так как позволяют быстро уничтожить противника без лишнего шума.
Применяются в спецподразделениях.

патрон .243 win с пулей HP